# Edvard Abazi
Edvard Abazi (Eduard Abazi) (Tirana, 19. studenog 1963.), albanski nogometaš i nekadašnji Hajdukov igrač iz prve polovice 1990-tih godina. U Hajduku prvi službeni nastup ima za prvenstvo Jugoslavije 11. svibnja 1991. protiv Sarajeva u Splitu (2:0) kao zamjena Goranu Vučeviću. Sezone 1990/91 imao je 4 nastupa, a prvi zgoditak postiže protiv beogradskog Rada u Splitu (4:2).
Za Hajduk je dao dva prvenstvena zgoditka na ukupno 22 nastupa. Dva puta sudjeluje na Kupu i dva puta na europskim natjecanjima. U Hajduk je dopeljao i svog sunarodnjaka Eduarda Bulkua.
Statistika u Hajduku
| Natjecanje        | Nastupi | Zgoditci |
| ----------------- | ------- | -------- |
| Prvenstvo         | 22      | 2        |
| Kup               | 2       | 0        |
| Superkup          | 0       | 0        |
| Međunarodne       | 2       | 0        |
| Splitski podsavez | 0       | 0        |
| Ukupno            | 26      | 2        |
| Prijateljske      | 27      | 3        |
| Sveukupno         | 53      | 5        |